# 孝感動天
《孝感動天》（英語：Self Denial）是香港無線電視翡翠台的古裝劇，於1995年海外發行，1997年首播。由羅嘉良、蔡少芬、黎瑞恩、葉蘊儀及魏駿傑主演的親情倫理單元劇。主題曲為「從沒代價」陳松伶，編劇及編審吳肇铜，監製莊偉健。

## 演員

### 南宋時期︰精忠旗

#### 岳家
| 演員   | 角色   | 關係                                                                                     |
| 黎漢持 | 岳飛   | 岳雲、岳霖之父 岳珂之祖父 被秦檜陷害通番賣國，後被秦檜斬殺於風波亭 後被平反，追封為岳王  |
| 馮素波 | 岳妻   | 岳飛之妻 岳雲、岳霖之母 岳珂之祖母                                                       |
| 古明華 | 岳霖   | 岳飛之子 岳珂之父 被秦禧所殺                                                             |
| 李桂英 | 岳霖妻 | 岳霖之妻 岳珂之母 被秦禧所殺                                                             |
| 魏駿傑 | 岳珂   | 岳飛之孫 岳霖之子 被秦禧追殺 秦禧、金國王爺、金國太子的天敵 秦燕之情人 於第4集為岳飛平反 |

#### 秦家
| 演員   | 角色 | 關係 |
| 關菁   | 秦檜 | 南宋宰相 秦禧之父 陷害岳飛通番賣國，後斬殺岳飛於風波亭                                                               |
| 羅樂林 | 秦禧 | 南宋宰相 秦檜之子 秦坤、秦燕之父 岳珂之天敵 追殺岳珂 殺害岳霖夫婦、王貴、秦燕 勾結金國王爺、金國太子 於第4集發配嶺南 |
| 李耀敬 | 秦坤 | 秦禧之子 秦燕之兄 岳珂好友 於第4集將秦禧的罪證交予岳珂 於第4集自殺                                                   |
| 黎瑞恩 | 秦燕 | 秦禧之女 秦坤之妹 岳珂之情人 於第4集為救岳珂被秦禧擊殺                                                               |

#### 其他演員
| 演員   | 角色     | 關係                                                           |
| 譚一清 | 金國王爺 | 金國太子之父 岳珂之天敵 勾結秦禧                               |
| 黃智賢 | 金國太子 | 金國王爺之子 岳珂之天敵 勾結秦禧 喜歡秦燕 於第4集被岳珂活捉    |
| 黃文標 | 王貴     | 岳飛部將、出家僧人 出賣岳飛 後助岳珂指證秦禧 於第4集被秦禧殺死 |
| 梁健平 | 宋孝宗   | 宋朝皇帝 於第4集將秦禧發配嶺南                                 |

### 西漢時期︰缇萦救父
緹縈救父──緹縈（蔡少芬）自幼與父（胡楓）相依為命，侍父至孝。後其父被誣害入獄，為救父她不惜滾針床、赤足踏火炭、飲毒酒、甚至代父受刑。她的孝義終感動皇上赦免其父之罪，並廢殘酷不仁之五刑。

#### 第1-6集
| 演員   | 角色      | 關係                                                 |
| 胡楓   | 淳于意    | 緹縈之父 宋邑之師父 被齊王陷害眨官為庶民             |
| 蔡少芬 | 緹縈      | 宋邑之師妹 為救父受盡折磨                            |
| 陳嘉輝 | 宋邑      | 淳于意之徒兒 緹縈之師兄 為救緹縈被迫自切左手         |
| 王偉   | 齊王      | 劉清、劉翠英之父 為人陰險奸詐                        |
| 于楓   | 齊王妃    | 齊王之妻                                             |
| 鄭柏麟 | 劉清      | 齊王之兒子 為人好色狂妄自大 後知錯而自盡             |
| 何美好 | 劉翠英    | 齊王之女兒                                           |
| 王維德 | 皇帝      | 衛妃之親兒                                           |
| 羅蘭   | 衛娘/衛妃 | 因被齊王陷害導致失憶後康復                           |
| 郭德信 | 陳平      | 國相大人 齊王之敵對                                  |
| 黃愷欣 | 蔡玉琴    | 國相夫人 淳于意之前妻、緹縈之母親 為救緹縈被劉清誤殺 |

### 春秋時期︰赵氏孤儿
趙氏孤兒──趙武（羅嘉良）本為忠臣良將之後，因其父被奸臣所害，遭滅門慘變。武為忠仆程嬰（劉江）所救並撫養成人，嬰為助武誅仇人，更不惜犧牲自己。後武感念養父子之恩，以上卿身分將嬰靈位奉養於趙家祠，孝順之心可昭日月。 
- 羅嘉良—趙武
- 關海山 —趙盾
- 劉江—程嬰
- 江毅—屠岸賈
- 郭政鴻—洛巨
- 陳珮珊

### 目莲救母
目蓮救母──目蓮（葉蘊儀）自幼被遺，幾經辛苦，尋獲生母劉青提（魏秋樺），惜其母因殺人被判入獄，後得怪病而死，被困地獄。目蓮為救母竟打破地獄門，舍身割肉餵鬼，令其母感動懺悔，令天地為開，修成正果。